# Acacia orfota
Acacia orfota é uma espécie de leguminosa do gênero Acacia, pertencente à família Fabaceae.